# Noyers-Missy
 Noyers-Missy era una comuna nueva francesa que estaba situada en el departamento de Calvados, de la región de Normandía.

## Historia
Fue creada el 1 de enero de 2016, en aplicación de una resolución del prefecto de Calvados de 9 de diciembre de 2015 con la unión de las comunas de Missy y Noyers-Bocage, pasando a estar el ayuntamiento en la antigua comuna de Noyers-Bocage.
El 1 de enero de 2017 fue suprimida al fusionarse con las comunas de Le Locheur y Tournay-sur-Odon, pasando sus comunas delegadas a formar parte de la comuna nueva de Val-d'Arry.

## Demografía
| Gráfica de evolución demográfica de Noyers-Missy entre 1800 y 2014 |
|                                                                    |

Los datos entre 1800 y 2013 son el resultado de sumar los parciales de las dos comunas que forman la nueva comuna de Noyers-Missy, cuyos datos se han cogido de 1800 a 1999, para las comunas de Missy y Noyers-Bocage de la página francesa EHESS/Cassini. Los demás datos se han cogido de la página del INSEE.

## Composición
| Comuna delegada | Código INSEE | Población (2013) | Superficie (km²) | Densidad (hab./km²) |
| --------------- | ------------ | ---------------- | ---------------- | ------------------- |
| Missy           | 14432        | 517              | 5.06             | 102                 |
| Noyers-Bocage   | 14475        | 1127             | 8.87             | 127                 |